# Tractat de Portsmouth
El Tractat de Portsmouth va posar fi a la guerra Russojaponesa de 1904-1905. Es va signar el 5 de setembre de 1905 a les drassanes militars de Portsmouth (Nou Hampshire, Estats Units).
Amb la derrota de la flota russa a la batalla de Tsushima el tsar va haver de lliurar Dalian i Port Arthur, cedir la meitat sud de l'illa de Sakhalín, abandonar els territoris que tenia arrendats a Manxúria i reconèixer la influència japonesa sobre Corea. Dos mesos després de la firma del tractat, va esclatar la Revolució de 1905 a Rússia. El Japó va convertir Corea en protectorat i el 1910 el va annexionar formalment.